# Moondawn
Moondawn — шестой студийный альбом немецкого композитора и музыканта Клауса Шульце, вышедший в 1976 году.

## Об альбоме
Это первый диск Шульце, исполненный в стиле берлинской школы электронной музыки. Пластинка была записана за одну ночь.
Альбом интересен тем, что здесь впервые в сольном творчестве Шульце можно найти смешение электронного звука с перкуссионной импровизацией. На ударных на этом альбоме выступил Харольд Гросскопф, позднее выпустивший ряд электронных релизов и ставший известной фигурой в рамках берлинской школы. Подобный подход не был в новинку в 1970-х, однако Шульце удалось создать своё звучание, где электроника и перкуссия превращаются в плотный а-ля эмбиентальный поток из этих двух на первый взгляд разнородных музыкальных материй. Так же интересен эффект «живого» исполнения, вообще присущий релизам Шульце и современной электронной музыкой во многом потерянный.
Немалую роль здесь сыграло то, что Шульце сам работал ударником в некоторых группах до начала сольной карьеры (Psy Free, Tangerine Dream, Ash Ra Tempel). Сама идея добавить перкуссионный «поток» возникла в процессе работы с группой Go, созданной  японским музыкантом Стому Ямашта в 1976-1977 гг. Знакомство с Харольдом Гросскопфом произошло через Рольфа-Ульриха Кайзера, владельца лейбла Ohr. Желание записаться с Шульце у Гросскопфа возникло после того, как он прослушал альбом Шульце «Picture Music» (1975).
CD-издание 1995 года было плохо принято слушателями. В 2005 году Moondawn был издан на CD в исходной версии.

## Список композиций

### Оригинальное издание
1. «Floating» — 27:15
2. «Mindphaser» — 25:22

### Издание 1995 года
1. «Floating» — 27:15
2. «Mindphaser» — 25:22
3. «Supplement» — 25:22

### Переиздание 2005 года
1. «Floating» — 27:15
2. «Mindphaser» — 25:22
3. «Floating Sequence» — 21:11 (бонус-трек, секвенсорная версия Floating)